# Jonas Lie
Jonas Lauritz Idemil Lie (n. 6 noiembrie 1833, Haugsund, Buskerud, Norvegia – d. 5 iulie 1908, Sandvika⁠(d), Akershus, Norvegia) a fost un scriitor norvegian, considerat a fi unul dintre cei 4 mari scriitori norvegieni din secolul al XIX-lea, alături de Bjørnstjerne Bjørnson, Henrik Ibsen și Alexander Kielland. A scris o proză de atmosferă romantică, consacrată peisajului natal, cultivării fantasticului și mitului autohton.